# Bettina Göschl
Bettina Göschl (* 7. Juli 1967 in Bamberg) ist eine deutsche Kinderliedermacherin und Kinderbuchautorin.

## Leben
Göschl ist ausgebildete Erzieherin. Mit ihrem Lebensgefährten, dem Schriftsteller Klaus-Peter Wolf, hat sie viele Kinderbücher veröffentlicht, die in mehrere Sprachen übersetzt wurden, u. a. in Koreanisch und Norwegisch. Auf ihren Tourneen in Deutschland, der Schweiz und anderen deutschsprachigen Ländern liest sie Geschichten, singt Lieder und begleitet sich auf der Gitarre. Ihre Stücke erscheinen bei Jumbo Neue Medien & Verlag in Hamburg und werden unter anderem in der Radiosendung Bärenbude im WDR gespielt. Viele ihrer Lieder werden von der ARD/KI.KA für die Sendung Singas Musik Box verfilmt. Sie hat für die ZDF-Kinderserie Siebenstein und Löwenzahn Geschichten verfasst.  Sie lebt in Norden in Ostfriesland.

## Werke
Kinderbücher
- Anna im Land Verkehrtherum, 2003
- Ponyhofgeschichten, 2003
- Seeungeheuer ahoi!, 2003
- Das magische Abenteuer, 4 Bände, 2003
- Leon und die wilden Ritter, 2004
- Mutiger Ritter Kunibert, 2004
- Ritterfest und Drachentanz. Das Buch. Lieder, Geschichten, Rätselspaß, Basteltipps rund um Ritter, Drachen und Seeungeheuer. 2006, Jumbo Neue Medien & Verlag. ISBN 978-3-8337-2691-0
- Gespensternacht und Monsterspuk. Das Buch. Lieder, Geschichten, Rätselspaß, Basteltipps und Wissenswertes über Fledermäuse, Gänsehaut und Geisterstunden. 2006, Jumbo Neue Medien & Verlag. ISBN 978-3-8337-1623-2
- Adventsgeflüster und Weihnachtszauber. Das Buch. Lieder, Geschichten, Rätselspaß, Basteltipps und Wissenswertes über St. Martin, Nikolaus und Weihnachten, Jumbo Neue Medien & Verlag, 2008, ISBN 978-3-8337-2150-2
- Felli, die kleine Katze. Das Buch. 2009, Jumbo Neue Medien & Verlag. ISBN 978-3-8337-2148-9
- Ommo, der kleine Bär. Das Buch. 2009, Jumbo Neue Medien & Verlag. ISBN 978-3-8337-2147-2
- Piraten-Jenny und Käpt'n Rotbart. Das Buch. Lieder, Geschichten, Rätsel, Basteltipps und Wissenswertes über Seeräuber, Piratinnen, Riesenkraken und Leuchtfeuer. 2009, Jumbo Neue Medien & Verlag. ISBN 978-3-8337-2274-5
- Paffi, der kleine Feuerdrache. Das Buch. 2010, Jumbo Neue Medien & Verlag. ISBN 978-3-8337-2525-8
- Fanni, die kleine Maus. Das Buch. 2011, Jumbo Neue Medien & Verlag. ISBN 978-3-8337-2701-6
- Die Nordseedetektive. Das geheimnisvolle Haus am Deich. Mit Klaus-Peter Wolf, 2015, Jumbo Neue Medien & Verlag. ISBN 978-3-8337-3382-6
- Die Nordseedetektive. Das Gespensterhotel. Mit Klaus-Peter Wolf, 2015, Jumbo Neue Medien & Verlag. ISBN 978-3-8337-3485-4
- Die Nordseedetektive. Das rätselhafte Wal-Skelett. Mit Klaus-Peter Wolf, 2016, Jumbo Neue Medien & Verlag. ISBN 978-3-8337-3533-2
- Die Nordseedetektive. Fahrraddieben auf der Spur. Mit Klaus-Peter Wolf, 2016, Jumbo Neue Medien & Verlag. ISBN 978-3-8337-3597-4
- Die Nordseedetektive. Der versunkene Piratenschatz. Mit Klaus-Peter Wolf, 2017, Jumbo Neue Medien & Verlag. ISBN 978-3-8337-3683-4
- Piratenschiffe, Piratenschätze. Mit Klaus-Peter Wolf und Wilfried Gebhard, 2017, Jumbo Neue Medien & Verlag. ISBN 978-3-8337-3790-9
- Die Träne des Einhorns. Mit Leonie Daub, 2017, Jumbo Neue Medien & Verlag. ISBN 978-3-8337-3759-6
- Paffi. Ein kleiner Drache bringt Glück. Mit Leonie Daub, 2018, Jumbo Neue Medien & Verlag. ISBN 978-3-8337-3847-0

CDs und Musikkassetten
- Ritterfest und Drachentanz. Lieder und Geschichten von Rittern, Drachen und Seeungeheuern, 2004, Jumbo Neue Medien & Verlag, ISBN 978-3-8337-1129-9
- Indianerfeder und Büffeltanz. Lieder und Geschichten von Indianern, Regenmachern, Büffeln und kleinen Wölfen, 2005, Jumbo Neue Medien & Verlag, ISBN 978-3-8337-1262-3
- Gespensternacht und Monsterspuk. Lieder und Geschichten für Geisterstunden und Gänsehaut, 2005, Jumbo Neue Medien & Verlag, ISBN 978-3-8337-1385-9
- Piraten-Jenny und Käpt'n Rotbart. Lieder und Geschichten von Freibeutern, Seebären und Riesenkraken, 2006, Jumbo Neue Medien & Verlag, ISBN 978-3-8337-1532-7
- Bi-Ba-Badewannenboogie. Lieder, die mit Sprache spielen für Familie, Kindergarten und Schule, 2006, Jumbo Neue Medien & Verlag, ISBN 978-3-8337-1506-8
- Ponyspaß und Reiterglück. Lieder und Geschichten von frechen Ponys und mutigen Eseln, 2007, Jumbo Neue Medien & Verlag, ISBN 978-3-8337-1849-6
- Die kleine Hexe Hexefix und ihre zauberhaften Freunde. Lieder, die mit Sprache spielen, 2007, Jumbo Neue Medien & Verlag, ISBN 978-3-8337-1923-3
- Dinospuk und Saurierflug. Lieder und Geschichten von Meeresechsen, Dinoeiern und kleinen Dreihörnern, 2008, Jumbo Neue Medien & Verlag, ISBN 978-3-8337-2084-0
- Adventsgeflüster und Weihnachtszauber. Lieder und Geschichten zu Sankt Martin, Nikolaus und Weihnachten, 2008, Jumbo Neue Medien & Verlag, ISBN 978-3-8337-2272-1
- Felli, die kleine Katze. Lieder, Reime und Geschichten, die mit Sprache spielen, 2009, Jumbo Neue Medien & Verlag, ISBN 978-3-8337-2389-6
- Ommo, der kleine Bär. Lieder, Reime und Geschichten, die mit Sprache spielen, 2009, Jumbo Neue Medien & Verlag, ISBN 978-3-8337-2388-9
- Paffi, der kleine Feuerdrache. Lieder, Reime und Geschichten, die mit Sprache spielen, 2010, Jumbo Neue Medien & Verlag, ISBN 978-3-8337-2526-5
- Fanni, die kleine Maus. Lieder, Reime und Geschichten, die mit Sprache spielen, 2011, Jumbo Neue Medien & Verlag, ISBN 978-3-8337-2772-6
- Komm, lass uns mit Zahlen singen! Marinis Zahlen-Lieder-Spaß, 2011, Jumbo Neue Medien & Verlag, ISBN 978-3-8337-2550-0
- Kommt ein Vogel geflogen. 2012, Jumbo Neue Medien & Verlag, ISBN 978-3-8337-2874-7
- Es tanzt ein Bi-Ba-Butzemann. 2012, Jumbo Neue Medien & Verlag, ISBN 978-3-8337-2953-9
- Die Vogelhochzeit. Die schönsten Kinderlieder zum Spielen, Singen, Träumen und Tanzen, 2013, Jumbo Neue Medien & Verlag, ISBN 978-3-8337-3055-9
- Wikinger auf großer Fahrt. 13 Lieder und 1 Geschichte, 2014, Jumbo Neue Medien & Verlag, ISBN 978-3-8337-3239-3
- Fröhliche Weihnacht überall. Beliebte Lieder und Gedichte zur Advents- und Weihnachtszeit. 2014, Jumbo Neue Medien & Verlag, ISBN 978-3-8337-3159-4
- Ostfriesenblues. Krimilieder, 2016, Jumbo Neue Medien & Verlag, ISBN 978-3-8337-3566-0
- Piratenschiffe, Piratenschätze. 2017, Jumbo Neue Medien & Verlag, ISBN 978-3-8337-3715-2
- Ostfriesentango, 2018, Jumbo Neue Medien & Verlag, ISBN 978-3-8337-3823-4

DVDs
- Ahoi – Piraten voraus! Ein Musical und Spiel-, Spaß- & Mitmachlieder aus der ganzen Welt der Kinder. 2013, Jumbo Neue Medien & Verlag. ISBN 978-3-8337-3100-6